# Service civil (Suisse)
Pour les articles homonymes, voir Service civil (homonymie).
Ne doit pas être confondu avec Protection civile en Suisse.
 (février 2023).
 (janvier 2021).
La mise en forme du texte ne suit pas les recommandations de Wikipédia : il faut le « wikifier ».
Les points d'amélioration suivants sont les cas les plus fréquents. Le détail des points à revoir est peut-être précisé sur la page de discussion.
- Les titres sont pré-formatés par le logiciel. Ils ne sont ni en capitales, ni en gras.
- Le texte ne doit pas être écrit en capitales (les noms de famille non plus), ni en gras, ni en italique, ni en « petit »…
- Le gras n'est utilisé que pour surligner le titre de l'article dans l'introduction, une seule fois.
- L'italique est rarement utilisé : mots en langue étrangère, titres d'œuvres, noms de bateaux, etc.
- Les citations ne sont pas en italique mais en corps de texte normal. Elles sont entourées par des guillemets français : « et ».
- Les listes à puces sont à éviter, des paragraphes rédigés étant largement préférés. Les tableaux sont à réserver à la présentation de données structurées (résultats, etc.).
- Les appels de note de bas de page (petits chiffres en exposant, introduits par l'outil «  Source ») sont à placer entre la fin de phrase et le point final[comme ça].
- Les liens internes (vers d'autres articles de Wikipédia) sont à choisir avec parcimonie. Créez des liens vers des articles approfondissant le sujet. Les termes génériques sans rapport avec le sujet sont à éviter, ainsi que les répétitions de liens vers un même terme.
- Les liens externes sont à placer uniquement dans une section « Liens externes », à la fin de l'article. Ces liens sont à choisir avec parcimonie suivant les règles définies. Si un lien sert de source à l'article, son insertion dans le texte est à faire par les notes de bas de page.
- La présentation des références doit suivre les conventions bibliographiques. Il est recommandé d'utiliser les modèles {{Ouvrage}}, {{Chapitre}}, {{Article}}, {{Lien web}} et/ou {{Bibliographie}}. Le mode d'édition visuel peut mettre en forme automatiquement les références.
- Insérer une infobox (cadre d'informations à droite) n'est pas obligatoire pour parachever la mise en page.

Pour une aide détaillée, merci de consulter Aide:Wikification.
Si vous pensez que ces points ont été résolus, vous pouvez retirer ce bandeau et améliorer la mise en forme d'un autre article.
En Suisse, le service civil est le service de remplacement pour les personnes astreintes au service militaire qui ne peuvent concilier ce service avec leur conscience. Depuis 1992, la Constitution prévoit un service civil en remplacement du service militaire. La loi sur le service civil est entrée en vigueur en 1996. Avant cela, plusieurs centaines d’objecteurs de conscience étaient condamnés chaque année à des peines de prison. L’introduction d’un service civil a été demandée pendant des décennies.
L’exécution du service civil relève de la compétence de la Confédération ; elle est contrôlée par l’Office fédéral du service civil (CIVI). Le service civil remplit les missions fondamentales suivantes : premièrement, en tant que service de remplacement, il résout le problème du refus de servir pour des motifs de conscience. Deuxièmement, il fournit des prestations civiles d’intérêt public dans des domaines où les ressources nécessaires à l’exécution de tâches d’importance pour le bien de la collectivité sont absentes ou insuffisantes. Troisièmement, il fournit des contributions dans le cadre du Réseau national de sécurité.
Pour l’accomplissement de ces missions, le CIVI reconnaît certains organismes comme établissements d’affectation. Ces derniers engagent les civilistes pour l’exécution de tâches inscrites dans des cahiers des charges.

## Historique
Les origines du service civil remontent à Pierre Cérésole dans les années 1920.

## Procédure d'admission
Jusqu’au 1er avril 2009, les conscrits et les personnes astreintes au service militaire qui ne pouvaient accomplir ce service pour des raisons de conscience devaient déposer une demande écrite dans laquelle ils exposaient en détail leur conflit de conscience. Ils étaient ensuite entendus par une commission civile. Ce n’est plus le cas aujourd’hui. Seules les personnes aptes au service militaire peuvent déposer une demande d’admission au service civil. Dans leur demande, elles déclarent être en proie à un conflit de conscience. Être disposé à accomplir un service d’une fois et demie la durée du service militaire constitue désormais une preuve par l’acte.
Les requérants demandent à être admis via le portail de prestations du service civil, ZiviConnect. Une fois inscrits à ZiviConnect, ils peuvent déposer leur demande par voie électronique. Dès que la demande a été déposée, le requérant est tenu de participer dans les trois mois à une journée d’introduction au cours de laquelle il est informé des règles régissant le service civil. Après avoir suivi la journée d’introduction, il doit confirmer dans les deux semaines qu’il maintient sa demande et souhaite être admis au service civil.

## Durée du service
Le service civil dure une fois et demie la durée du service militaire qui n’a pas été accompli. Les principaux domaines d’activité du service civil sont la santé, le social et la protection de l’environnement. Des affectations à l’étranger dans le cadre de la coopération au développement sont également possibles. Les personnes qui refusent de servir, y compris au service civil, sont passibles d’une peine privative de liberté pouvant aller jusqu’à 18 mois ou d’une peine pécuniaire. 

## Affectations
Les civilistes planifient eux-mêmes leurs affectations et concluent des conventions avec les établissements d’affectation conformément aux dispositions légales. Le CIVI met à leur disposition le portail de prestations ZiviConnect pour la recherche d’établissements d’affectation. Il s’agit d’une banque de données en ligne qui permet la recherche des cahiers des charges disponibles. Il y a actuellement presque 5000 établissements d’affectation reconnus. Certains cahiers des charges demandent d’avoir achevé des études de premier ou de deuxième cycle, ou un apprentissage dans un certain domaine. 

## Cours de formation
Si le cahier des charges le requiert et que l’affectation dure 54 jours au moins, le civiliste suit un cours de formation. À partir d’une durée d’affectation de 180 jours dans les domaines de la santé et du social, il devra suivre une deuxième semaine de cours d’approfondissement. Ceux-ci sont donnés au Lac Noir, dans le centre national de formation du service civil.

## Règles relatives aux affectations
Tous les jours de service ordonnés doivent être accomplis avant la libération ordinaire. Une libération avant terme n’est possible qu’en cas d’incapacité de travail durable (p. ex. : taux d’invalidité de 70 % au moins). Si le civiliste n’organise pas lui-même ses affectations, une convocation d’office soumise à émolument est établie, dans laquelle le lieu et le moment de l’affectation sont fixés par le CIVI.   
Les civilistes qui n’ont pas suivi l’école de recrues ou ne l’ont pas terminée doivent faire une première période d’affectation de 26 jours (4 semaines) au plus tard l’année qui suit l’entrée en force de la décision d’admission. Ils doivent en outre accomplir une affectation longue de 180 jours avant la fin de la troisième année suivant l’admission. L’affectation longue doit être accomplie dans le cadre d’un programme prioritaire.
Les civilistes qui ont accompli leur école de recrues doivent faire une première période d’affectation de 54 jours (huit semaines) au plus tard l’année qui suit l’entrée en force de la décision d’admission. Ils ne sont pas tenus d’accomplir une affectation longue.
Les affectations durent 26 jours au moins. Les civilistes qui n’ont pas accompli 26 jours de service pris en compte dans l’année s’acquittent de la taxe d’exemption de l’obligation de servir. 

## Domaines d'activité
Tous les cahiers des charges relèvent de l’un des huit domaines d’activité suivants:
- santé ;
- service social ;
- instruction publique ;
- conservation des biens culturels ;
- protection de la nature et de l’environnement, entretien du paysage et forêt ;
- agriculture ;
- coopération au développement et aide humanitaire ;
- prévention et maîtrise des catastrophes et des situations d’urgence, rétablissement après de tels événements.

### Programmes prioritaires
Le service civil concentre les effets des affectations dans des programmes prioritaires, où la nécessité d’agir dans l’intérêt public et le manque de ressources sont confirmés. Les civilistes qui n’ont pas terminé l’école de recrues accomplissent une affectation longue d’au moins six mois (180 jours de service) au sein d’un programme prioritaire. Il y a deux programmes prioritaires :
« Soins et assistance »
Comprend les soins, l’encadrement et l’assistance. Les affectations ont en général lieu dans des hôpitaux, des EMS, des foyers ou des ateliers pour personnes handicapées, des écoles, des crèches ou des centres pour requérants d’asile. Les cahiers des charges doivent contenir au moins 30 % de tâches de soins, d’encadrement ou d’assistance, en contact direct avec les personnes.
« Protection de la nature et de l’environnement »
Comprend les domaines de la protection de l’environnement, de la nature et du paysage, de la conservation de la diversité des espèces animales et végétales et les travaux de prévention visant à éviter les dommages dus aux catastrophes naturelles. Les cahiers des charges doivent contenir au moins 30 % de travaux de terrain, techniques ou scientifiques en lien direct avec l’un de ces domaines.

### Vêtements du service civil
Pendant leur service, les civilistes peuvent porter des vêtements du service civil comme signes distinctifs. Ils les commandent auprès de la boutique en ligne et les paient avec des points dont un contingent leur est attribué, en fonction du nombre de jours de service qu’ils ont à accomplir.

## Statistiques
Les chiffres actuels se trouvent dans les statistiques annuelles du CIVI.